# J. J. Williams
Pour les articles homonymes, voir John Williams et Williams.

a Compétitions nationales et continentales officielles uniquement.

b Matchs officiels uniquement.
John James Williams, dit J. J. Williams, né le 1er avril 1948 à Nantyffyllon et mort le 29 octobre 2020, est un joueur de rugby à XV sélectionné en équipe du pays de Galles de 1973 à 1979 au poste d'ailier. 

## Carrière
J. J. Williams dispute son premier test match le 24 mars 1973 contre la France et son dernier contre l'Angleterre le 17 mars 1979. JJ Williams dispute également sept test matches avec les Lions britanniques au cours des deux tournées de 1974 contre les Springboks et de 1977 contre les All-Blacks. Il inscrit deux doublés lors de deux des quatre test matches en 1974 contre les Springboks. Dans le match contre les South West Districts, il inscrit six essais pour égaler la réussite de David Duckham en 1971.
J.J. Williams joue en club avec le Bridgend RFC et les London Welsh avant de rejoindre le Llanelli RFC. Il connaît également sept sélections avec les Barbarians de 1973 à 1976 au cours desquelles il marque 68 points. Il est le père de l'athlète Rhys Williams.

## Palmarès
- Vainqueur du Tournoi des Cinq Nations en 1975, 1976 (Grand Chelem), 1978 (Grand Chelem), 1979

## Statistiques en équipe nationale
- 30 sélections
- 48 points (12 essais)
- Sélections par année : 2 en 1973, 4 en 1974, 5 en 1975, 4 en 1976, 4 en 1977, 7 en 1978, 4 en 1979
- Tournois des Cinq Nations disputés : 1973, 1974, 1975, 1976, 1977, 1978, 1979